# Novembre 2009

## Faits marquants
- 8 novembre
  - Pakistan : attentat suicide à Peshawar : 15 morts
  - Salvador : Des pluies diluviennes provoquées par l'ouragan Ida ont fait au moins 189 morts au Salvador
- 9 novembre
  - Russie : 4 rebelles présumés ont été tués dans la République de Karatchaïévo-Tcherkessie
  - Pakistan : attentat suicide à Peshawar : 3 morts et 5 blessés
  - Indonésie : un séisme de magnitude 6,7 a secoué l'île de Sumbawa : 2 morts et au moins 38 blessés
  - Indonésie : glissement de terrain à Palopo : au moins 13 morts
- 10 novembre
  - Pakistan : attentat suicide à Peshawar : au moins 36 morts
  - Colombie : affrontements entre la guérilla des FARC et l'armée à Corinto : 9 morts
- 13 novembre
  - Pakistan : attentat suicide à Peshawar : 12 morts et au moins 40 blessés
  - Russie : incendie dans un dépôt d'armes à Oulianovsk : 2 morts et 7 blessés
  - Philippines : violents affrontements entre l'armée et la rébellion communiste dans le sud de l'archipel : 23 morts et au moins 10 blessés
  - Rwanda : accident d'avion à Kigali : 3 morts et plusieurs blessés
- 14 novembre
  - Pakistan : attentat suicide à Peshawar : 11 morts et plus de 20 blessés
  - Belgique : accident de la circulation entre une voiture et un bus à Loverval : 1 mort et 4 blessés
- 15 novembre
  - Belgique : accident de la circulation entre deux voitures à Marche-en-Famenne : 1 mort et 1 blessé
  - France : assassinat de François Guazzelli, un des parrains du Gang de la Brise de mer à Penta-di-Casinca
- 16 novembre
  - Pakistan : attentat suicide à Peshawar : 4 morts et 28 blessés
  - Afghanistan : attaque contre des troupes françaises à Tagab : 3 morts et 20 blessés
  - Irak : conflit tribal au sud de Bagdad : 13 morts
- 18 novembre
  - Algérie : qualification de l'équipe nationale algérienne à la Coupe du monde de football de 2010 contre l'Égypte à Khartoum au Soudan
- 19 novembre
  - Pakistan : attentat suicide à Peshawar : 20 morts et 50 blessés
  - Afghanistan : attentat suicide dans le sud du pays : au moins 2 morts
  - France : assassinat de Jacques Butafoghi à Calenzana
  - Pakistan : tir de missiles américains dans le nord-ouest du pays : au moins 8 morts
  - Belgique : déraillement d'un train à Mons : 1 mort et 2 blessés
- 20 novembre
  - Colombie : attaque d'un bus par les FARC dans le département de Nariño : 6 morts et de nombreux blessés
  - Pakistan : attentat suicide à Peshawar : 2 morts et 10 blessés
  - Afghanistan : attentat suicide dans l'ouest du pays : 13 morts et 36 blessés
- 21 novembre - Chine : explosion dans une mine de charbon dans le district de Xinxing : 104 morts
- 22 novembre - Philippines : naufrage d'un ferry entre Singapour et l'île de Sumatra : 29 morts
- 23 novembre
  - Philippines : prise d'otages liée à des dissensions politiques dans le sud du pays : 57 morts
  - Russie : explosion d'un dépôt de munitions à Oulianovsk : 8 morts et 2 blessés
  - Italie : crash d'un avion militaire à Pise : 5 morts
  - Bande de Gaza : explosion d'un engin à Gaza : 2 morts et 4 blessés
- 25 novembre - Arabie saoudite : inondations à Jeddah : 10 morts
- 27 novembre
  - Russie : déraillement d'un train près d'Ouglovka : 39 morts et plus de 100 blessés
  - Bangladesh : naufrage d'un ferry à Bhola : 49 morts
  - Allemagne : démission du ministre fédéral du Travail Franz Josef Jung, à la suite de sa mise en cause dans une possible bavure de la Bundeswehr en Afghanistan quand il était ministre fédéral de la Défense
- 28 novembre
  - France : fusillade à Paris : 1 mort et 1 blessé
  - Chine : crash d'un avion à Pudong : 3 morts
- 29 novembre
  - Afghanistan : raid aérien contre les talibans dans la province de Khôst : 26 morts
  - États-Unis : fusillade à Lakewood (Washington) : 4 morts
- 30 novembre - Allemagne : la ministre fédérale de la Famille Ursula von der Leyen est nommée ministre fédérale du Travail. Elle est remplacée à son précédent poste par Kristina Köhler, qui devient la benjamine du gouvernement à 32 ans

## Événements prévus
- Élections municipales au Québec : fin des mandats commencés en novembre 2005.
- Sortie le 17 novembre du 4e Album de la chanteuse Avril Lavigne
- 21 novembre 2009 : prolongement de la Ligne 2 du tramway d'Île-de-France entre Issy - Val de Seine et la porte de Versailles (Paris, XIVe)